# 금몽암
금몽암(禁夢庵)은 대한민국 강원특별자치도 영월군 영월읍 영흥리에 있는, 보덕사의 부속 암자이다. 1984년 6월 2일 강원특별자치도의 문화재자료 제25호로 지정되었다.

## 개요
금몽암 보덕사의 부속 암자로 통일신라 문무왕 20년(680)에 의상조사가 ‘지덕암’이라 이름지어 세운 것이다. 그 뒤 이곳 암자를 단종이 꿈에서 보았다 하여 금몽암이라 고쳐 불렀으며, 임진왜란 때 소실된 것을 새로 세웠다. 숙종 24년(1698) 단종이 복위되고 보덕사가 원찰이 되자 이 암자는 자연히 폐쇄되었고, 영조 21년(1745) 당시 단종의 무덤인 장릉을 관리하던 나삼이 다시 옛터에 암자를 지어 ‘금몽암’이라 한 것이 오늘에 이른다.
금몽암은 ㄱ자형 집으로 총 16칸이며, 안쪽에 석조여래입상을 모시고 있다.

## 참고 자료
- 금몽암 - 국가유산청 국가유산포털